# Pupillotonia
Pupillotonia lub źrenica Adiego – toniczne rozszerzenie jednej źrenicy (rzadziej dwóch) spowodowane odnerwieniem mięśnia zwieracza rzęskowego na skutek uszkodzenia włókien przywspółczulnych zwoju rzęskowego. Dotknięta tą chorobą źrenica powoli zwęża się przy ekspozycji na jasne światło, a przy przebywaniu w ciemnym pomieszczeniu ponownie ulega rozszerzeniu.
Najczęstszą przyczyną pupillotonii są urazy. Inne przyczyny to:
- infekcje wirusowe,
- cukrzyca,
- olbrzymiokomórkowe zapalenie tętnic,
- twardzina układowa[4],
- witrektomia[2].

Postać idiopatyczna pupillotonii występująca wraz ze zniesieniem odruchów ścięgnistych (głównie u młodych kobiet) to zespół Adiego. Zespół Adiego ze współistniejącą miejscową nadmierną potliwością nazywany jest zespołem Ross.